# 知多市消防署八幡出張所
知多市消防署八幡出張所（ちたししょうぼうしょやわたしゅっちょうじょ）は、知多市の消防署の消防出張所。

## 最寄駅
- 名鉄河和線
  - 八幡新田駅
  - 巽ヶ丘駅

## 配備車両
- 救急車
  - ハイメディック救急車
- 消防車
  - 普通ポンプ車
  - 水槽付きポンプ車
  - 大型水槽車
  - 屈折梯子車

## 所在地
- 知多市消防本部・消防署 - 〒478-0017 愛知県知多市新知字西新生73番地
  - 旭出張所 - 〒478-0036 愛知県知多市新舞子字大口46番地
  - 八幡出張所 - 〒478-0006 愛知県知多市三反田1丁目41番地